# MicroWiki
A MicroWiki egy ingyenes online enciklopédia, amelyet 2005-ben indítottak útjára, hogy a mikronemzeti témákat részletesebben dokumentálja, mint a Wikipédia a jelenlegi tartalompolitikájával. Önkéntesek tartják karban, wikialapú szerkesztőrendszer segítségével. A MicroWiki úgy definiálja magát, mint "a mikronációkról szóló legnagyobb enciklopédiát".
2022 márciusában több mint 31 522 cikk található a MicroWikin.
Míg a lengyel szerző, Maciej Grzenkowicz a MicroWikit a "mikronációknak szentelt Wikipédiának" nevezte, az Independent megjegyezte, hogy az enciklopédia alapos forrás, és kijelentette, hogy a mikronációkkal foglalkozó cikkek közül több hosszabb, mint a Wikipédián található valós nemzetekről szóló cikkek.
A MicroWiki a Creative Commons Attribution ShareAlike licencet használja a tartalmához. A cikkek egy személyre, mikronációra, kormányzati szervekre vagy más mikronációval kapcsolatos témákra vonatkozhatnak. Az oldalon vannak üzenetfórumok a mikronációval kapcsolatos vitákhoz a Discord üzenetküldő alkalmazásról, bár a fő fórumot 2022 januárjában lecserélték. Az oldal a MediaWikin fut.
Hayward és Khamis a Shima egyik tudományos folyóiratában kijelentette, hogy a wikin szereplő mikronációk közül sok valójában virtuális entitás, amelyek szinte kizárólag az enciklopédiában találhatók. Azt állították, hogy egyes felhasználók a webhelyet „fantáziajáték-szolgáltatásként” kezelik, ahol a „játékosok” más „virtuális mikronációkkal” léphetnek kapcsolatba, ugyanakkor megjegyezték, hogy a MicroWiki adminisztrációja nem ezt a célt támogatja.

## Fordítás
- Ez a szócikk részben vagy egészben  a   MicroWiki című angol Wikipédia-szócikk fordításán alapul.  Az eredeti cikk szerkesztőit annak laptörténete sorolja fel. Ez a jelzés csupán a megfogalmazás eredetét és a szerzői jogokat jelzi, nem szolgál a cikkben szereplő információk forrásmegjelöléseként.